# Спатарико
Спатарико̀ (на гръцки: Σπαθαρικό; на турски: Ötüken) е село в Кипър, окръг Фамагуста. Според статистическата служба на Северен Кипър през 2011 г. селото има 550 жители.
Де факто е под контрола на непризнатата Севернокипърска турска република.